# すき家
すき家（すきや）は、ゼンショーホールディングス傘下の株式会社すき家が運営する牛丼チェーン店。 東京都港区港南（品川駅前）に本社を置く。47都道府県・日本国内店舗数最多の合計1,941店舗（2023年7月現在）を展開している。店舗の看板には屋号とともに、「牛丼」と「カレー」の文字が使われており、牛丼とカレーが主力商品となっている。
中国やタイ、マレーシア、インドネシア、ベトナム、台湾、香港、ブラジル、メキシコなど、海外にも出店している。

## 概要

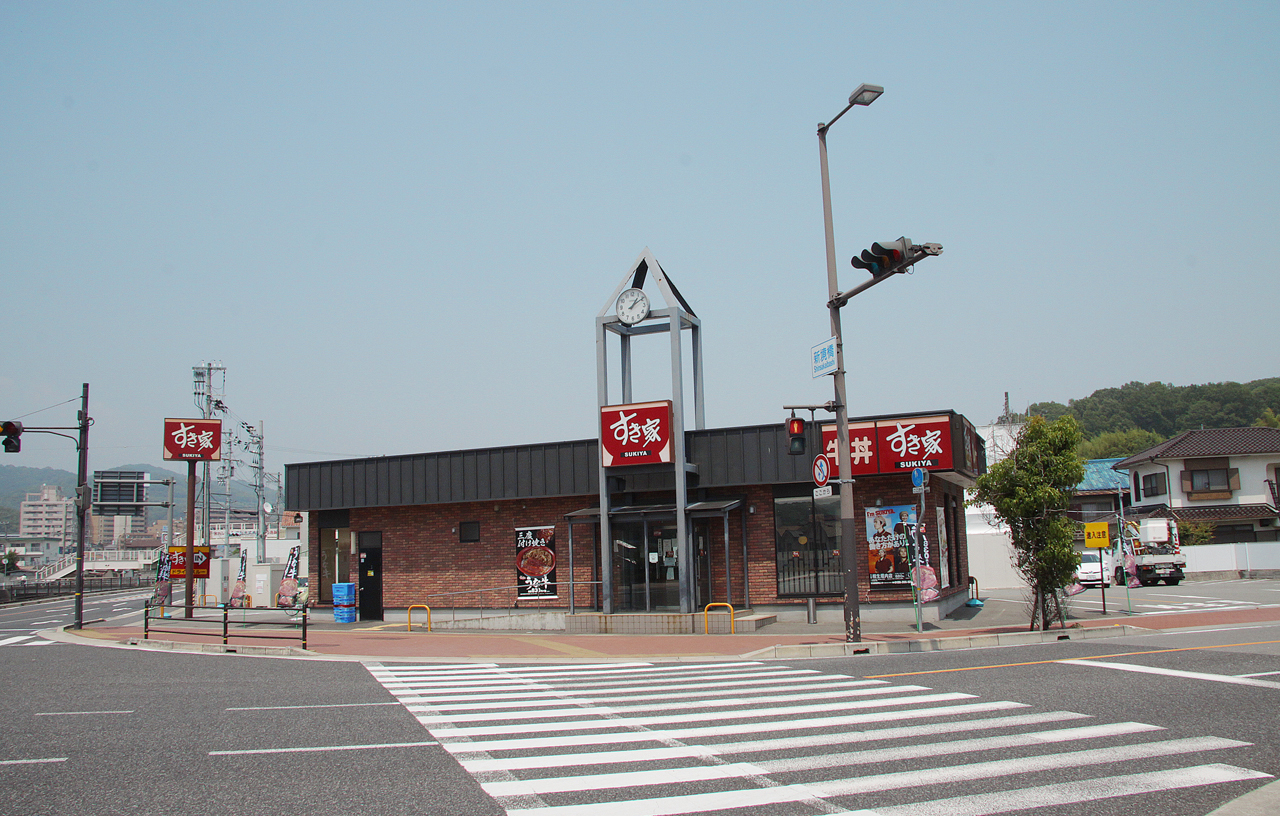
すき家の店舗例（兵庫県 相生垣内店、郊外型店舗）

1982年（昭和57年）7月に開店した弁当店「ランチボックス生麦店」をルーツとして、同年11月に神奈川県横浜市に牛丼業態の1号店「すき家生麦駅前店」を開店した。創業者でゼンショーホールディングス社長の小川賢太郎は、牛丼チェーン吉野家の出身で、1978年（昭和53年）から1982年（昭和57年）まで吉野家に在籍していた。
「すき家」の店名の由来は、文明開化により広く食されるようになった「すき焼き」と「好き」を掛けて命名したものである。なお、実際に創業初期の1983年（昭和58年）には「すき焼ディナーセット」といったメニューも扱っていた。「『みなさまに好きになっていただきたい』という願いを込めた『好き家』に由来する」と紹介している文献もある。
駅前や繁華街の省スペースに店を構える従来の牛丼店に比べると、自動車での利用客を想定した、郊外の幹線道路沿いなどに立地する「郊外型店舗」を展開の主軸としている。またカウンター席だけでなくテーブル席を設けるなど、従来の個人客を中心にしたスタンダードな牛丼店のスタイルに比べ、ファミリーレストランのような家族連れの客を想定した形態になっている。2000年代以降はドライブスルーの設置や、ショッピングセンターのフードコート内への出店に積極的である。
「チーズ牛丼」など、牛丼にトッピングを施したアレンジ牛丼を最初に打ち出した牛丼チェーンであり、カレーライスや各種丼もの、デザートなど、多くのメニューを取り揃えている点が特徴である（詳細は主なメニューの節を参照）。
現在「すき家」を運営する「株式会社すき家本部」は、2011年（平成23年）9月まで「すき家」を運営していた株式会社ゼンショー（初代、現：株式会社ゼンショーホールディングス）から会社分割により、同年10月に事業子会社として設立された企業で、全店舗が「すき家本部」の関連会社である地域子会社の直営でありフランチャイズ店は一切ない。
2024年7月現在の国内店舗数は、1953店。店舗数において、国内最大の牛丼チェーンである。
なお、マレーシアにおいて、「すき屋」の名称ですき焼き・しゃぶしゃぶ店を展開しているクリエイトリーズ・コンサルタンシーとは無関係である。

## 沿革
- 1982年（昭和57年）11月 - すき家ビルイン1号店を神奈川県横浜市に開店。
- 2004年（平成16年）2月5日 - アメリカ産牛肉の輸入禁止措置により牛丼の販売を一時休止。9月17日より原材料をオーストラリア産に変更して牛丼の販売を再開した。
- 2007年（平成19年）7月27日 - 沖縄県にコザ・ミュージックタウン店を開店させた事により大手牛丼チェーンとしては吉野家に続いて全都道府県へ出店した（全店直営では業界初）。
- 2008年（平成20年）
  - 8月28日～9月28日 - すき家および同じグループのなか卯で漫画「キン肉マン」とのコラボレーションキャンペーンが行われ、抽選でキン肉マンのオリジナル商品や牛丼の割引券をプレゼントしていた[11]。
  - 9月末 - 1,087店舗となり、吉野家の1,077店舗を抜き、牛丼チェーン店としては最大手となる。
- 2009年（平成21年）
  - 3月2日 - 全店舗共通で終日全面禁煙となる。
  - 8月12日 - メガ牛丼の2倍相当の「牛丼キング」、牛丼ミニより小さいサイズの「プチ牛丼」を販売。後にカレーも同様のサイズでの販売を始める（共に店内でのみ提供）。
- 2010年（平成22年）9月 - 従来より使用していたコップが透明のガラス製から半透明の茶色のプラスチック製に変更。テスコジャパン（Fv Netの名称で生鮮野菜を扱っている）の店舗へ生鮮野菜を卸すようになる。
- 2011年（平成23年）
  - 2月17日 - おろしハンバーグ定食を販売開始。しかし店舗によっては1週間もせずに品切れとなり、材料入荷待ちによる販売停止とするものの、3月11日に起こった東北地方太平洋沖地震（東日本大震災）の影響で再び販売される事なく販売中止となる。同じ材料を使用する「ハンバーグカレー」「おろしポン酢牛丼」「サラダ」は中止されていない。なお、東日本大震災では被災地での給仕支援や1回目の店頭募金箱による客からの寄付金80,807,553円と同額がゼンショーグループより被災した岩手県、宮城県、福島県へ寄付されている。
  - 5月28日 - 日本国外進出1号店を、タイの首都バンコクのショッピングモール「シーコンスクエア」内にオープン[12]。
  - 10月1日 - 株式会社ゼンショーホールディングス発足により、すき家事業は会社分割により事業子会社として設立された株式会社ゼンショー（2代目）が継承。
- 2012年（平成24年）
  - 1月10日9時～ - 肉1.5倍盛を中盛[13]にリニューアル。
  - 5月 - すき家で初めての空港内店舗が関西国際空港旅客ターミナル『町家小路』内にオープン[14]。
- 2013年（平成25年）10月10日 - ホームページ上にすき家公式通販サイトe-shop!（イーショップ）を開設。
- 2014年（平成26年）
  - 3月頃～ - 「パワーアップ工事中」と称した休業店舗が目立つようになる。6月頃より順次再開されたが、内装、外装とも目立った変化はなく、すき家によると、調理器具の一部が新しくなったとのことであるが、実態は下記のようにマンパワーの不足による休業であった。
  - 4月17日 - 同年2月から4月にかけて、人手不足により約250店舗で営業停止が発生したことを受けて労働環境改善を図るため、同年6月1日に全国7つの地域運営会社への分社化を行うことを発表[15]。
  - 6月1日 - 地域運営会社7社に分社化。1社約300店舗を統括し、地域密着型の運営を行う[15]。
  - 7月3日 - 台湾へ進出。台北市古亭駅近くに台湾1号店をプレオープンさせた（正式なオープンは10日）。[16]
  - 10月1日 - 株式会社ゼンショー（2代目）を株式会社すき家本部へ商号変更。事業をすき家のみに特化し、他の事業は株式会社ゼンショー（2代目）から会社分割で設立された株式会社エイ・ダイニングが承継。同時に労働環境改善を図るため、24時間営業を行う店舗を全店舗の約4割に削減[17]。
- 2016年（平成28年）7月1日 - ベトナム・ホーチミン市ビンタン区の新たなショッピングモール（ＳＣ）「イオンモール・ビンタン」に出店[18]。
- 2019年（平成31年/令和元年）
  - セルフレジ、モバイルオーダーを導入。
  - 12月12日 - 香港へ進出、旺角(モンコク)に24時間営業の香港1号店を朝9時にオープン。
- 2020年（令和2年）3月31日 - 中間持株会社であった株式会社すき家本部が地域子会社9社を合併して事業会社化し、株式会社すき家に商号変更。

## 食材
2004年（平成16年）2月5日、狂牛病発生によるアメリカ産牛肉の輸入禁止措置によりすき家も一旦牛丼の販売を中止するが、同年9月17日、オーストラリア産牛肉の使用に切り替えることで大手牛丼チェーンの中ではいち早く販売を再開した。そのため、オーストラリア産牛肉の肉質に合わせた味付けに変えた。
その後の2006年（平成18年）7月、日本でアメリカ産牛肉の輸入再開が決定した。その他の牛丼チェーン店やスーパーマーケットなど、牛肉を扱う大手企業の多くがアメリカ産牛肉の早期の使用再開を控えるとしているが、すき家も同様に「調べれば調べるほど安全性が担保されていない」「わが社の基準で安全性が確認されない限り米国産には戻せない」とのコメントを出し、現状通りオーストラリア産牛肉を使用するとしている。同じゼンショーグループのチェーン店なか卯でも同様である。牛丼大手の吉野家が米国産牛肉の使用を再開するとしているのに対し、すき家は「率直に言ってやってほしくない」「後で悪い結果が出たら責任を取れるのか」と批判していた。しかし、2010年（平成22年）12月にはすき家を経営するゼンショーもグループ店の焼肉店など数十店舗でアメリカ産牛肉の使用を再開した。

## 店舗例

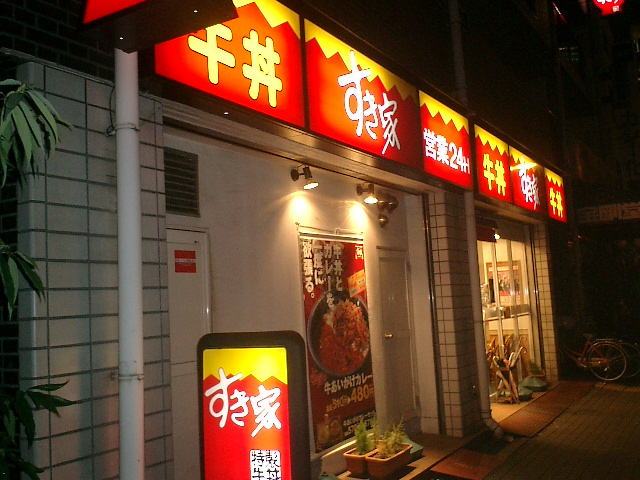
夜間の店舗の様子（関目店）
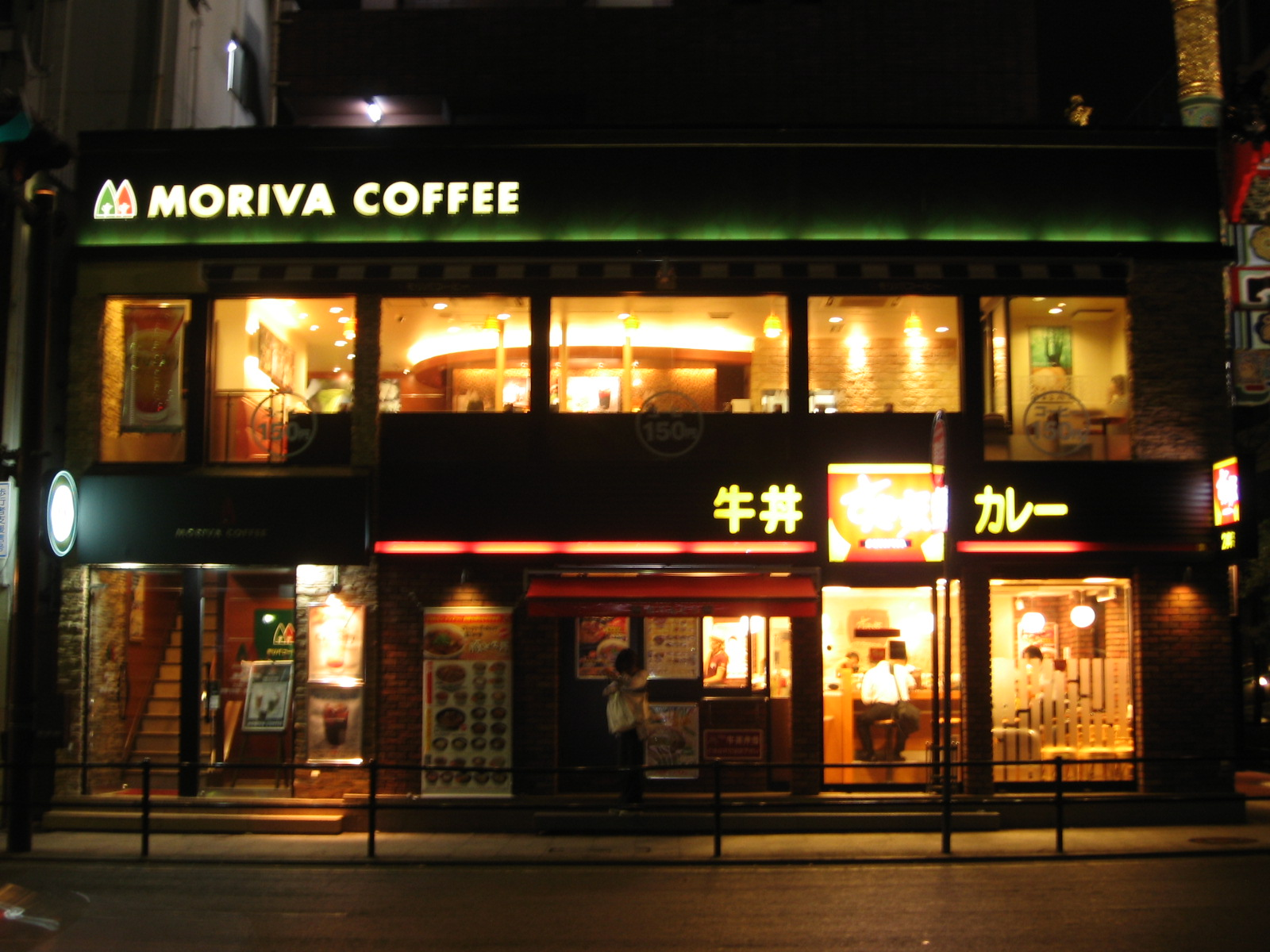
モリバコーヒーとの併用型店舗（横浜山下町店）
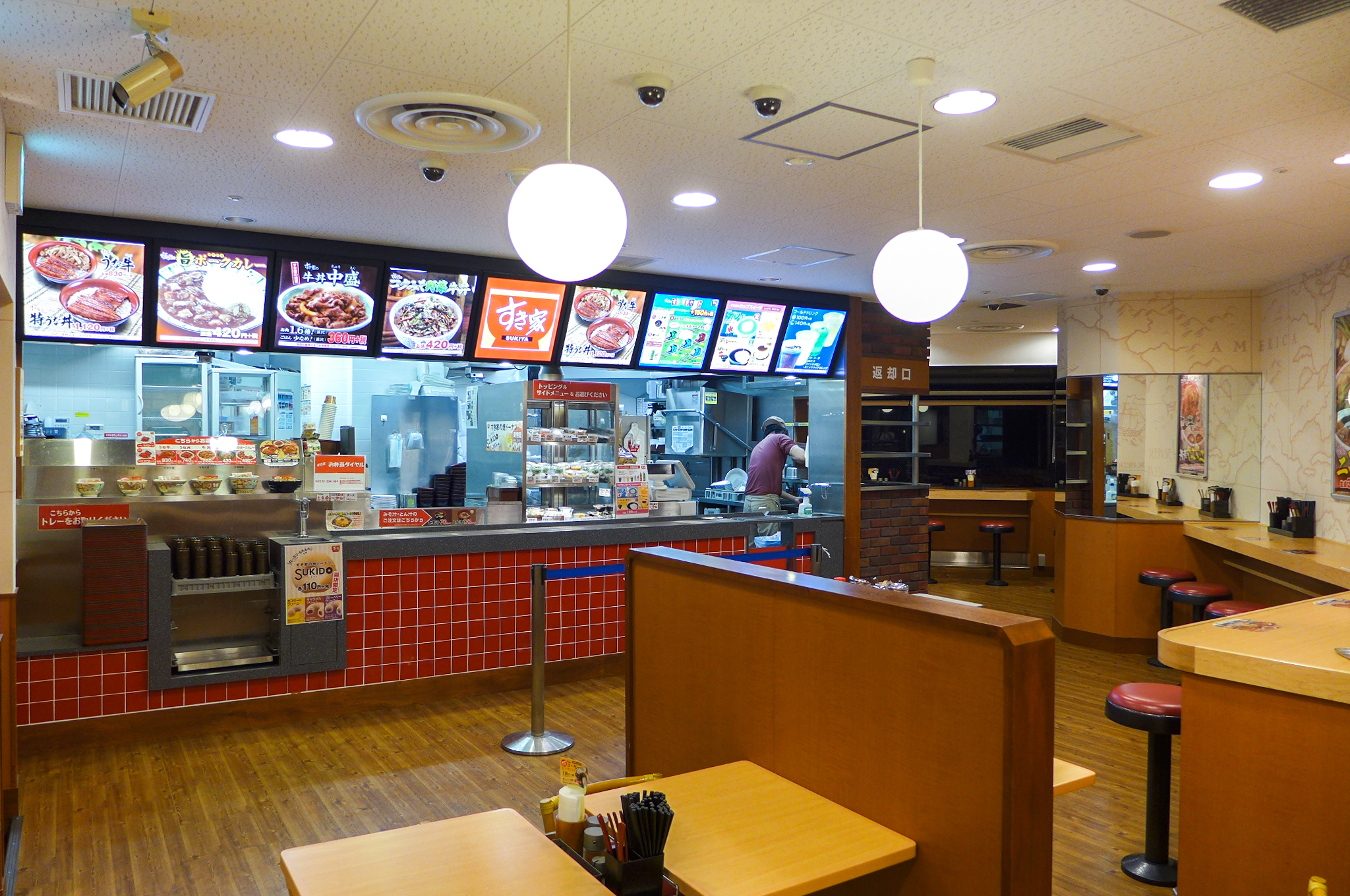
店舗の内貌（大阪市TWIN21店）
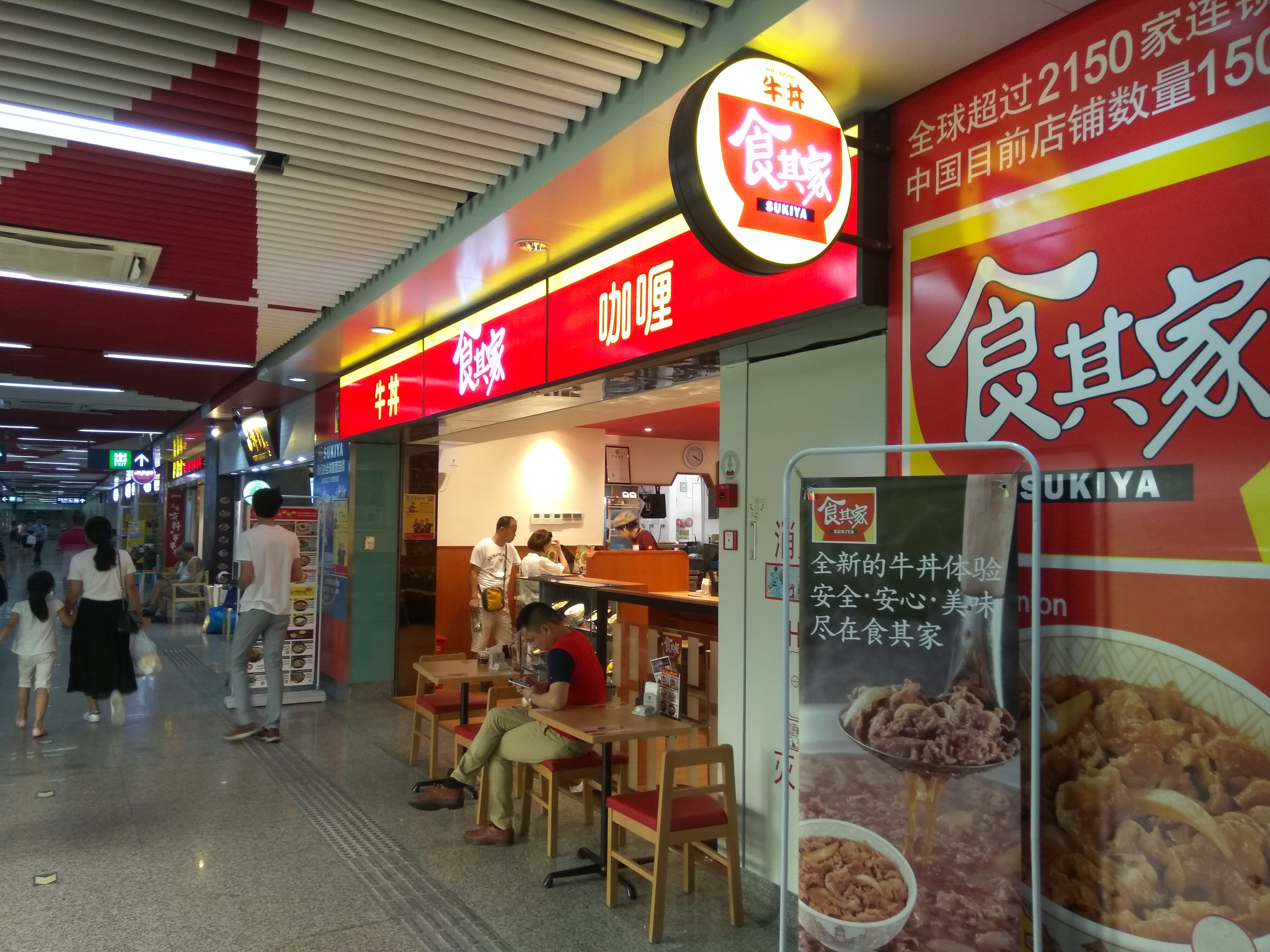
すき家・杭州地下鉄1号線鳳起路駅店
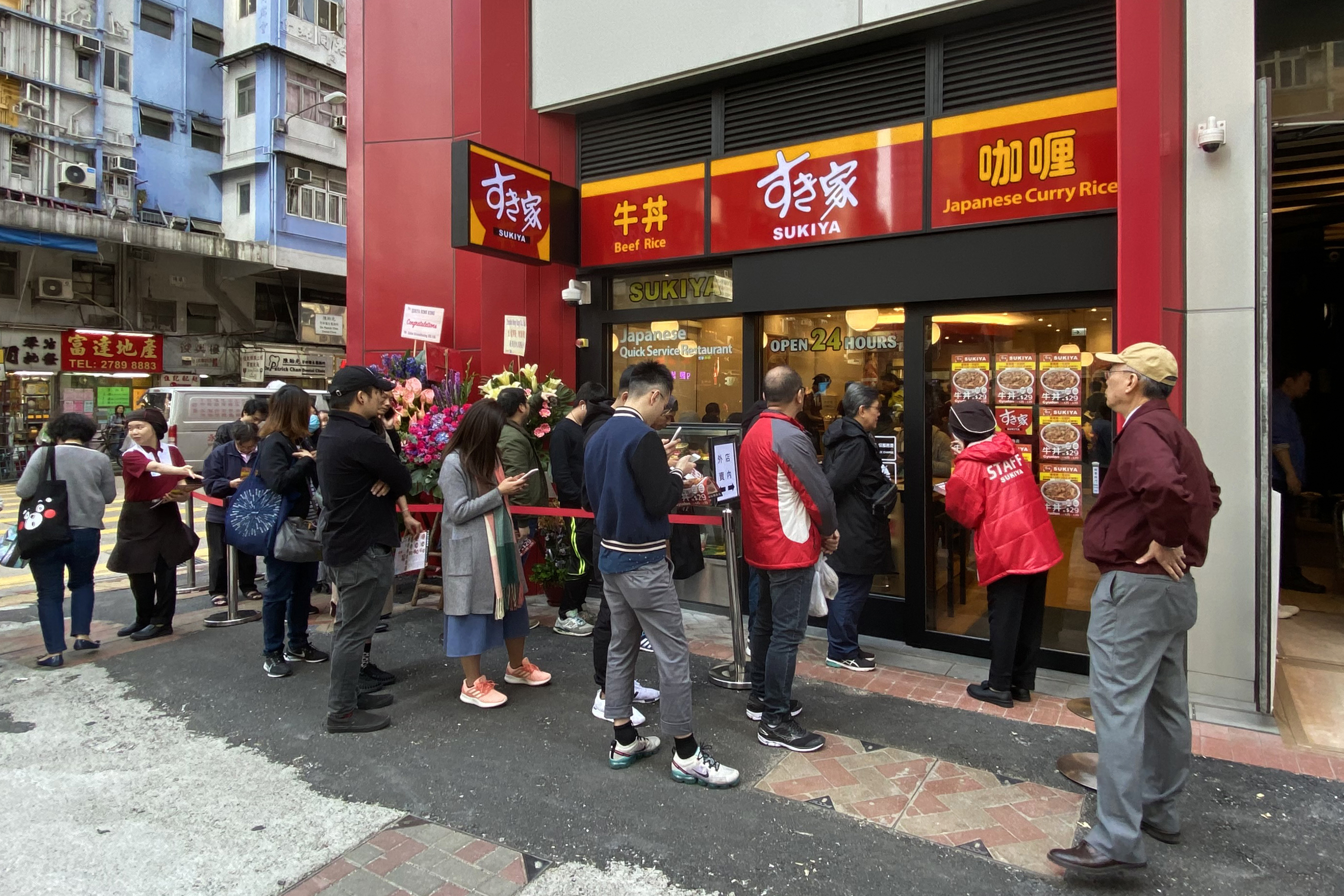
すき家・香港旺角店

## 主なメニュー

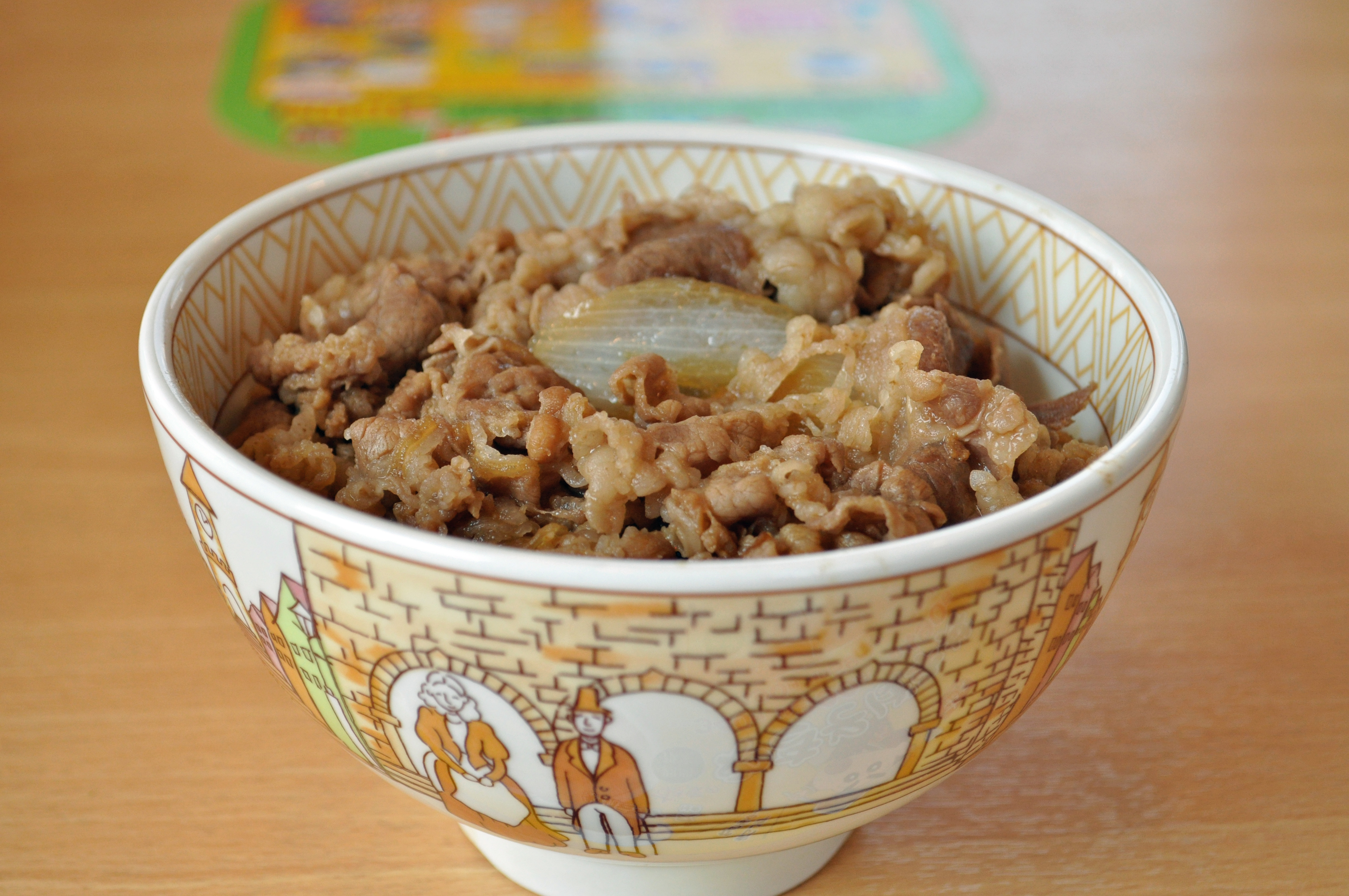
牛丼
- ねぎ玉牛丼
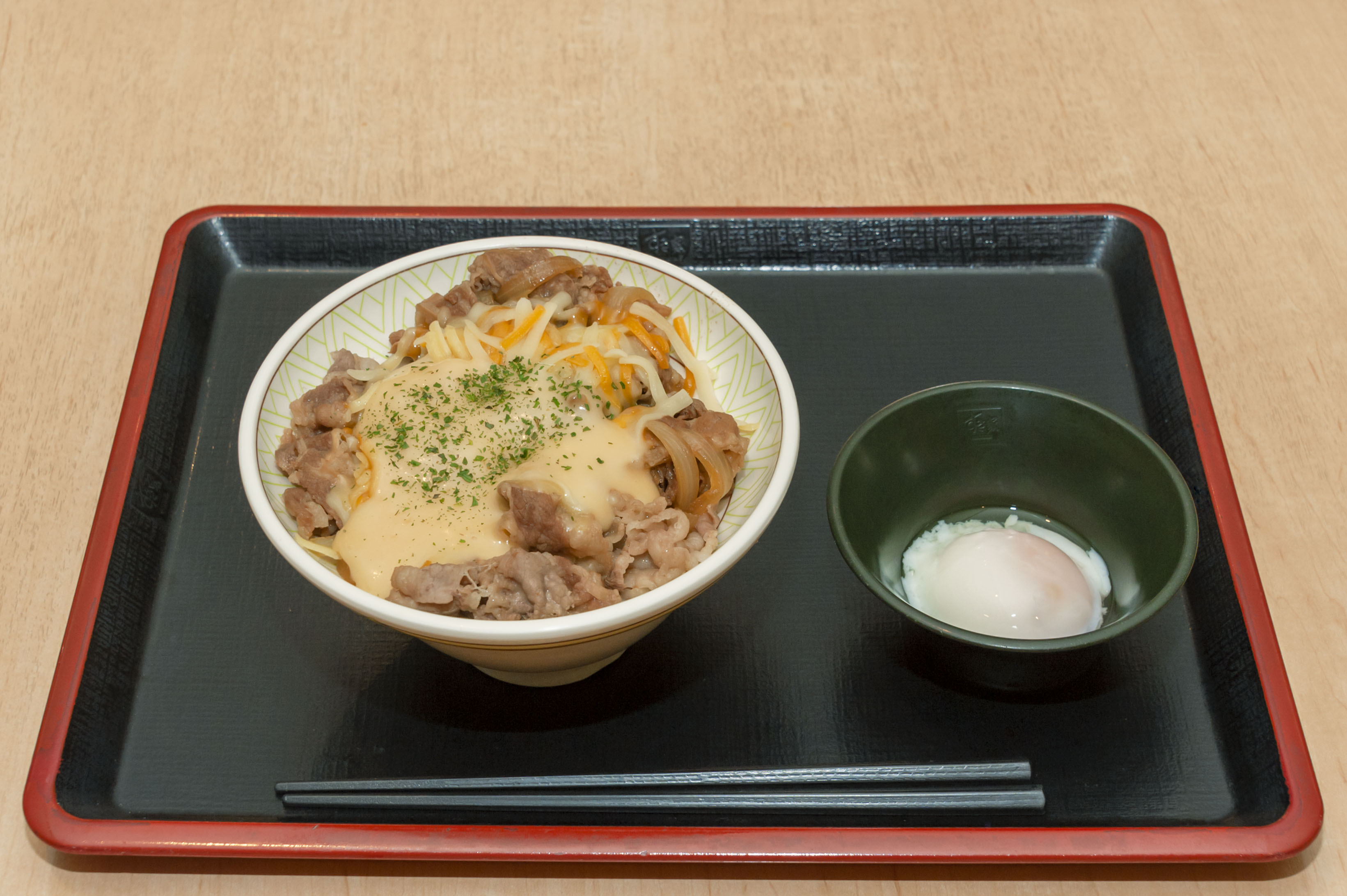
とろ〜り3種のチーズ牛丼
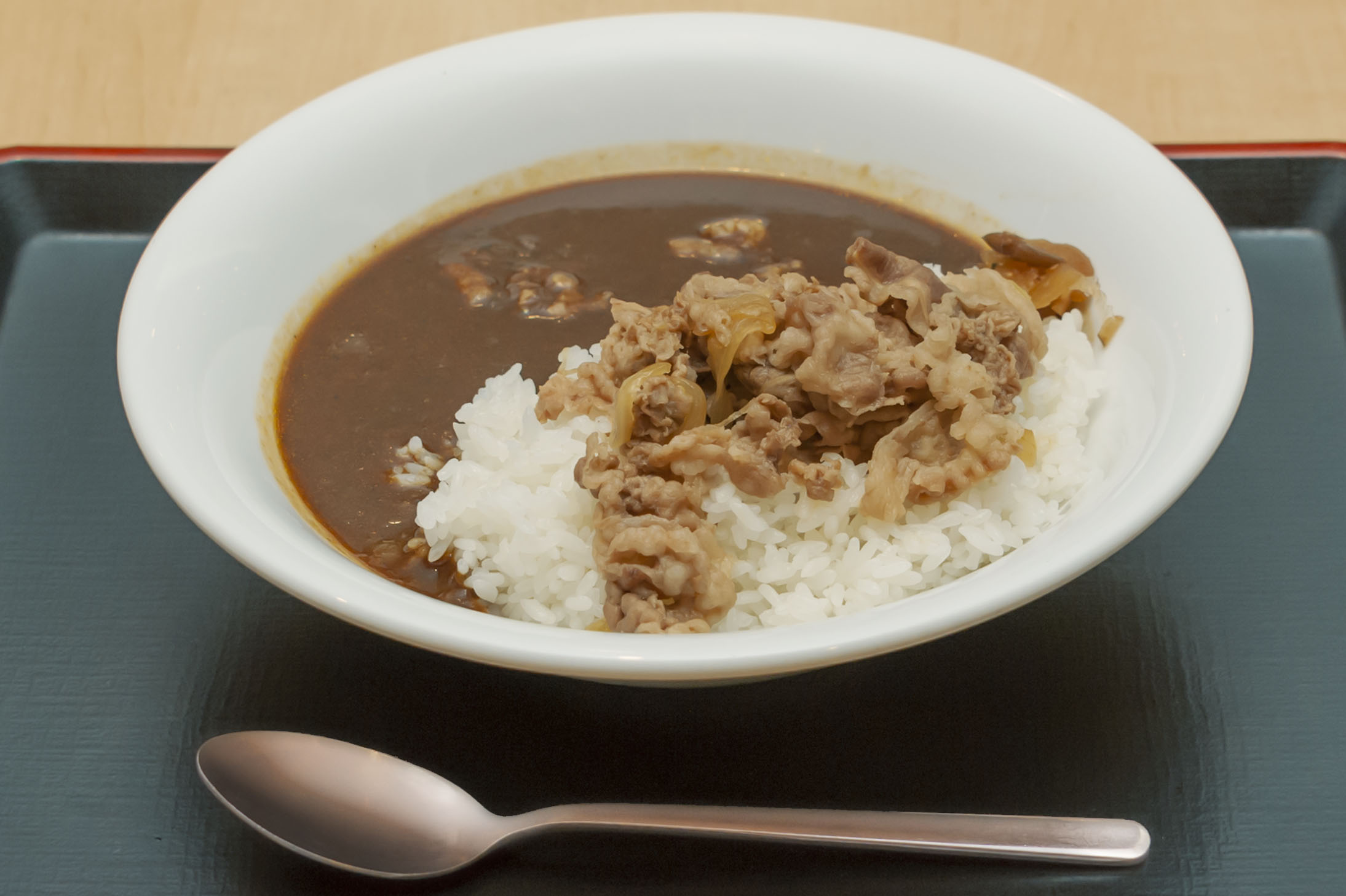
牛あいかけカレー
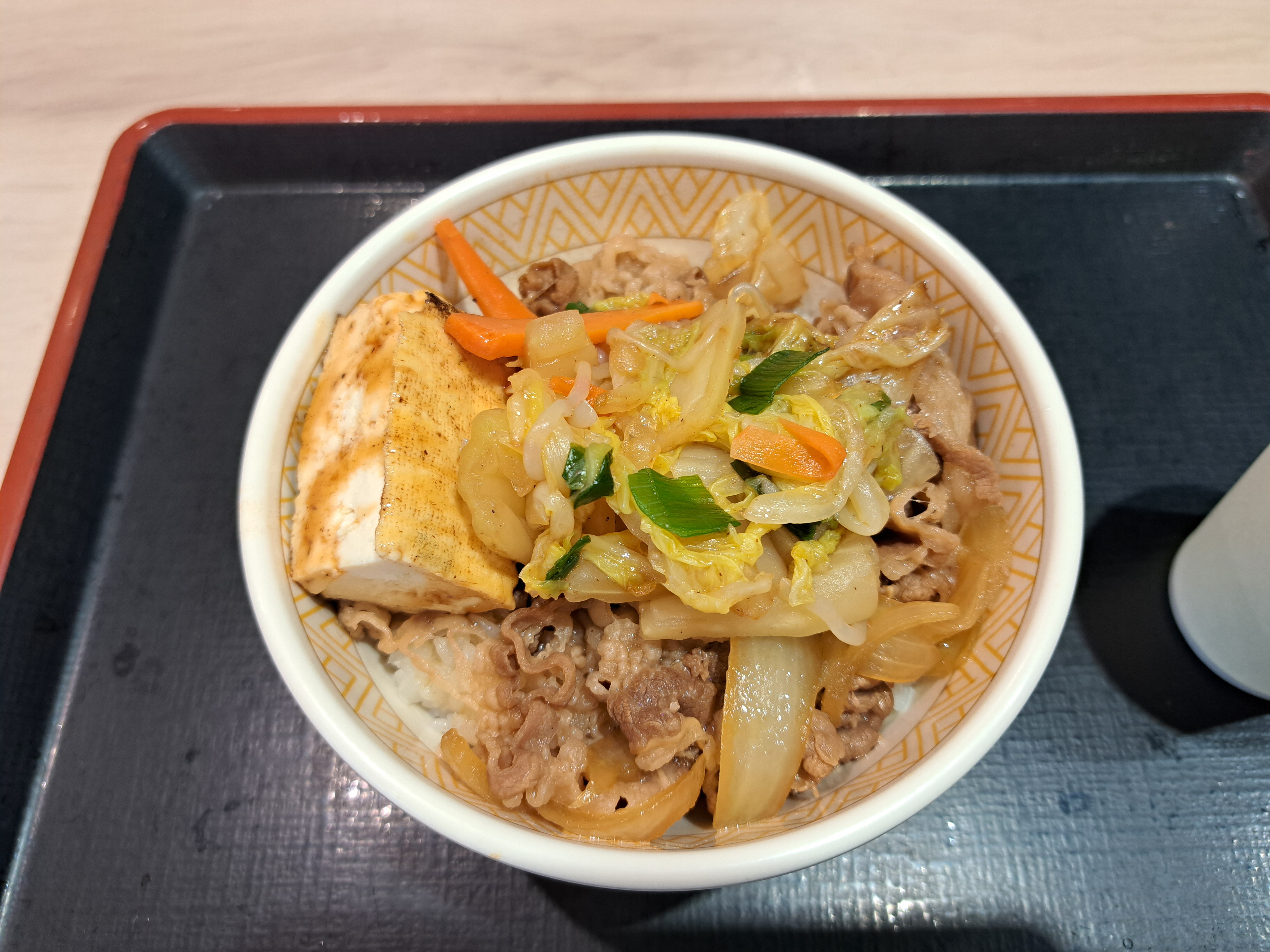
すき焼き牛丼(並)

- まぜのっけ朝食（朝食メニュー）

など
- 牛丼
- とろ〜り3種のチーズ牛丼と温玉
インターネットスラングの「チーズ牛丼」の元ネタとなった
- 牛カレー
- すき焼き牛丼(並)

## 深夜営業
- すき家では夜10時から朝5時までの時間帯において、未成年の立ち入りは保護者同伴でも断ることがマニュアル化されている[20]。
- 他の大手牛丼チェーンに先駆けて、2024年4月1日より夜10時から朝5時までの時間帯において深夜料金の導入を始めた[21]。

## エピソード
- 2019年（令和元年）12月12日に香港へ進出し、旺角（モンコク）に24時間営業の香港1号店をオープンしたところ連日多くの客が訪れており行列ができることもある。これは、同じく香港に進出している吉野家が2019年-2020年香港民主化デモにおいて親中派認定を受け不買が呼びかけられ、その結果以前は吉野家を利用していた客がすき家に流入したためだとされている。[22]

## CM

### 現在の出演者
- 石原さとみ

### 過去の出演者
- 家族編1
  - つるの剛士
- 家族編2（好家〈すきや〉家）
  - 加藤浩次、ともさかりえ、竜雷太、酒井和歌子、大沼柚希、福嶌紗英
- 新・牛丼家族
  - 原田泰造（ネプチューン）、大塚寧々、市毛良枝ほか
  - 地井武男[注 1]（CMでは祖父役で、メガ盛りが好物という設定だった。）
- 牛丼!JAPAN!
  - TOKIO
- やきそば牛丼
  - 野原ひろし（声：藤原啓治、クレヨンしんちゃんのキャラクター）
- お好み牛玉丼
  - トリコ（声：置鮎龍太郎）、小松（声：朴璐美）（トリコのキャラクター）
- バナナマン（設楽統は家族編より、日村勇紀はシーザーレタス牛丼・カレー編から）
- 安めぐみ
- 戸田恵梨香（牛丼弁当）
- 村田諒太（プロボクサー、NEWバリュー牛丼）ほか
- 他
  - ガレッジセール、中川家、上原浩治、岩隈久志（当時：東北楽天ゴールデンイーグルス）、スザンヌなど

## ドラマ
2011年11月から12月まで、すき家提供のドラマ 『ボクが彼女をすきになった理由』と『ワタシが彼をすきになった理由』が関西テレビで放送された。放送日時・時間は、「ボク」バージョンが11月6日から12月25日までの日曜11:45 - 11:50（JST）、「ワタシ」バージョンが11月7日から12月26日までの月曜21:54 - 22:00（JST）。
- 本編キャスト
  - 島村雄太（ボク）: 鎌苅健太
  - 木下七海（ワタシ）: 山本梓
- インフォマーシャル
通常のCMよりも長く時間をかけてすき家の商品やサービスを紹介
  - 篠田光亮
  - 桐山玲奈
- スタッフ
  - プロデューサー: 重松圭一（関西テレビ）、堀場茂世（関西テレビ）
  - 脚本: 松本朋丈（COCOON）、岩本勤（COCOON）
  - 脚本・監督: 長嶺正俊
  - 製作著作: 関西テレビ

## スポンサー契約
- 2012年（平成24年）2月16日 - FC東京とスポンサー契約を締結した。

現在のスポンサー番組
- クレヨンしんちゃん（テレビ朝日） - CMも当キャラクターを引用している。
- 金曜ロードショー（日本テレビ） - 2020年10月から。